# 小林芳郎
小林 芳郎（こばやし よしろう、安政4年3月29日（1857年4月23日） - 昭和11年（1936年）3月23日）は、明治から大正期にかけて活動した日本の検事。大正時代初期には大阪控訴院検事長として辣腕をふるい、「検察の神様」と呼ばれた。

## 生涯
肥前国水ヶ江（現・佐賀県佐賀市）において、葉隠の武士、佐賀藩士 南里与助の四男として生まれる。生まれてすぐに、与助の兄・小林丈蔵の養子となった。このころ、叔父にあたる真崎秀郡や、その友人である楠田英世と交流を持った。上京ののち東京開成学校に学ぶも中退。明治12年（1879年）、中村正直の私塾・同人社に入学した。
明治16年（1883年）に判事補となり、のちに判事から検事に転じる。明治39年（1906年）、東京地方裁判所検事正となり、大正2年（1913年）4月に大阪控訴院（現:大阪高等裁判所）検事長に転じて大正9年（1920年）7月までその職にあった。
この間、明治41年（1908年）の日本製糖汚職事件、そこから発覚した内外石油事件、大正2年（1913年）の米騒動、大正4年（1915年）の大浦兼武内務大臣（大隈内閣）の選挙違反事件（大浦事件）、大正7年（1918年）の大阪朝日新聞主筆鳥居素川の筆禍事件（白虹事件）や京都府知事木内重四郎らによる汚職疑惑事件（豚箱事件）などを取り扱った。
贈収賄事件にたいして厳しく取り組んだ。多くの検事が小林の指揮や指導の下で影響を受け、塩野季彦、小原直、武富済らの後進が輩出した。その一方で、豚箱事件では木内重四郎をはじめ府庁幹部・府議会議長らを収監、検事による自白の強要など過酷な取り調べが行われ、人権蹂躙事件として問題化した。大正9年（1920年）1月に京都地方裁判所で容疑者全員が無罪判決が下ったことで、小林の大阪控訴院検事長辞任につながった。

## 栄典・授章・授賞
- 1910年（明治43年）6月24日 - 勲三等瑞宝章[2]
- 1915年（大正4年）11月10日 - 大礼記念章[3]
- 1916年（大正5年）2月21日 - 正四位[4]

## 註
1. ↑  佐賀地方検察庁「司法界における佐賀県人の活躍」
2. ↑  『官報』第8105号「叙任及辞令」1910年6月29日。
3. ↑  『官報』第1310号・付録「辞令」1916年12月13日。
4. ↑  『官報』第1065号「叙任及辞令」1916年2月22日。

## 伝記資料
- 望月茂『小林芳郎翁伝』（壷誠社、1940年）